# Бернабеу, Сантьяго
Сантья́го Бернабе́у де Йе́сте (исп. Santiago Bernabéu de Yeste; 8 июня 1895, Альманса — 2 июня 1978, Мадрид) — испанский футболист (1912—1927), тренер (1926—1927) и президент (1943—1978) мадридского «Реала», в его честь назван стадион «Реала» «Сантьяго Бернабеу».

## Биография
Сантьяго Бернабеу родился в городе Альманса провинции Альбасете 8 июня 1895 года, но в скором времени его семья переехала в Мадрид. По настоянию отца (который был профессиональным адвокатом) Сантьяго получил хорошее образование, окончив сначала колледж, а затем университет, изучая право.
С 14-ти лет Бернабеу оказался в системе клуба «Реал Мадрид», а с 1912 года начал выступать в составе первой команды. В течение 16-ти лет он выступал за «Реал» на позиции нападающего, был капитаном команды. По свидетельству ряда источников, за годы карьеры в «Реале» он забил за команду, включая юношескую, не менее 1200 голов. Карьеру футболиста Бернабеу закончил в 1927 году, за два года до проведения первого розыгрыша чемпионата Испании. Во время своего последнего игрового сезона также являлся главным тренером команды.
После окончания игровой карьеры Бернабеу остался в структуре «Реала», где занимался различной административной работой, набираясь управленческого опыта. С началом Гражданской войны в 1936 году профессиональный футбол в Испании на время прекратился, Бернабеу во время войны сражался солдатом на стороне франкистов. По завершении боевых действий вернулся на работу в клуб.
В 1943 году Бернабеу был избран президентом мадридского «Реала», оставаясь на этой должности в течение 35 лет, до самой смерти. Первые меры нового президента были направлены на то, чтобы наладить дела клуба, которые были значительно расшатаны Гражданской войной (был разрушен стадион «Чамартин», погибли многие футболисты и работники клуба, а за первые пять послевоенных чемпионатов «Реал» лишь раз попал в призёры). Сам Бернабеу, несмотря на обстоятельства, мечтал превратить «Реал» в лучший клуб мира.
Уже в июне 1944 года «Реалу» удалось получить крупный кредит и выкупить участок земли возле «Чамартина», а 27 октября 1944 года был заложен первый камень нового стадиона «сливочных». 17 декабря 1947 года мадридцы провели первый матч на новом стадионе, получившем название «Новый Чамартин». 4 января 1955 года стадион был переименован в «Сантьяго Бернабеу», несмотря на то что сам президент был против такого решения. Кроме того, по инициативе Бернабеу «Реал» в скором времени получил собственную тренировочную базу, чем в то время мог похвастаться далеко не каждый клуб.
Помимо этого Бернабеу значительно изменил систему управления клубом, путём создания разветвлённого управленческого штата. Отныне Совет директоров только принимал решения, а их реализацией занимались несколько отделов. Ещё одной важной инициативой президента было создание скаутской службы по всему миру и поддержка резервной команды, игроки которой стали регулярно пополнять основной состав.
Особое внимание Бернабеу уделял комплектованию команды, стремясь пополнять её лучшими игроками. При его прямом участие состав «Реала» пополнили такие звёзды мирового футбола как Альфредо Ди Стефано (спор за которого был выигран у принципиальных соперников «сливочных» — «Барселоны»), Ференц Пушкаш, Раймон Копа, Франсиско Хенто, Диди и многие другие.
Результаты работы Бернабеу стали приносить плоды далеко не сразу: лишь на тринадцатом году его президентства «Реал» сумел стать чемпионом (в сезоне 1953/1954), а в скором времени началась золотая эпоха клуба, выигравшего подряд пять Кубков европейских чемпионов (у истоков этого турнира наряду с руководителями европейских клубов также стоял Бернабеу). Всего за годы его президентства «Реалу» удалось выиграть 16 чемпионатов, 6 Кубков Испании, 6 Кубков чемпионов, 1 Кубок обладателей кубков, 1 Межконтинентальный кубок, 2 Латинских кубка и 2 Малых Кубка мира (общее количество трофеев — 35).
Сантьяго Бернабеу скончался на своём посту 2 июня 1978 года, не дожив шести дней до своего 83-летия. В 2002 году он был посмертно удостоен Ордена Почёта ФИФА.

## Статистика выступлений

Бернабеу в составе «Мадрида»

| Клуб             | Сезон            | Лига | Лига | Кубок Испании | Кубок Испании | Итого | Итого | Товарищеские матчи | Товарищеские матчи | Всего | Всего |
| Клуб             | Сезон            | Игры | Голы | Игры          | Голы          | Игры  | Голы  | Игры               | Голы               | Игры  | Голы  |
| ---------------- | ---------------- | ---- | ---- | ------------- | ------------- | ----- | ----- | ------------------ | ------------------ | ----- | ----- |
| Реал Мадрид      | 1911/12          | 0    | 0    | 0             | 0             | 0     | 0     | 3                  | 1                  | 3     | 1     |
| Реал Мадрид      | 1912/13          | 0    | 0    | 0             | 0             | 0     | 0     | 0                  | 0                  | 0     | 0     |
| Реал Мадрид      | 1913/14          | 0    | 0    | 0             | 0             | 0     | 0     | 9                  | 7                  | 9     | 7     |
| Реал Мадрид      | 1914/15          | 6    | 4    | 0             | 0             | 6     | 4     | 4                  | 4                  | 10    | 8     |
| Реал Мадрид      | 1915/16          | 6    | 5    | 5             | 8             | 11    | 13    | 19                 | 14                 | 30    | 27    |
| Реал Мадрид      | 1916/17          | 5    | 6    | 6             | 8             | 11    | 14    | 10                 | 7                  | 21    | 21    |
| Реал Мадрид      | 1917/18          | 3    | 2    | 6             | 4             | 9     | 6     | 8                  | 7                  | 17    | 13    |
| Реал Мадрид      | 1918/19          | 8    | 9    | 0             | 0             | 8     | 9     | 13                 | 12                 | 21    | 21    |
| Реал Мадрид      | 1919/20          | 4    | 1    | 2             | 0             | 6     | 1     | 16                 | 13                 | 22    | 14    |
| Реал Мадрид      | 1920/21          | 0    | 0    | 0             | 0             | 0     | 0     | 5                  | 3                  | 5     | 3     |
| Реал Мадрид      | 1921/22          | 6    | 11   | 5             | 0             | 11    | 11    | 20                 | 16                 | 31    | 27    |
| Реал Мадрид      | 1922/23          | 1    | 0    | 2             | 1             | 3     | 1     | 20                 | 18                 | 23    | 19    |
| Реал Мадрид      | 1923/24          | 5    | 2    | 1             | 1             | 6     | 3     | 7                  | 3                  | 13    | 6     |
| Реал Мадрид      | 1924/25          | 8    | 5    | 0             | 0             | 8     | 5     | 8                  | 3                  | 16    | 8     |
| Реал Мадрид      | 1925/26          | 0    | 0    | 0             | 0             | 0     | 0     | 2                  | 2                  | 2     | 2     |
| Реал Мадрид      | 1926/27          | 2    | 1    | 0             | 0             | 2     | 1     | 0                  | 0                  | 2     | 1     |
| Всего за карьеру | Всего за карьеру | 54   | 46   | 27            | 22            | 81    | 68    | 144                | 110                | 225   | 178   |

## В культуре
В фильме «Лев Яшин. Вратарь моей мечты» Бернабеу сыграл актёр Франсиско Ольмо.